# Monte Valletto
Il monte Valletto (2.371 m s.l.m.) è una montagna situata sulle Alpi Orobie lungo lo spartiacque che divide l'alta val Brembana dalla Val Gerola, tributaria della Valtellina e, assieme al monte Triomen ed al monte Ponteranica, concorre a formare la conca che racchiude i laghetti di Ponteranica.

## Accessi

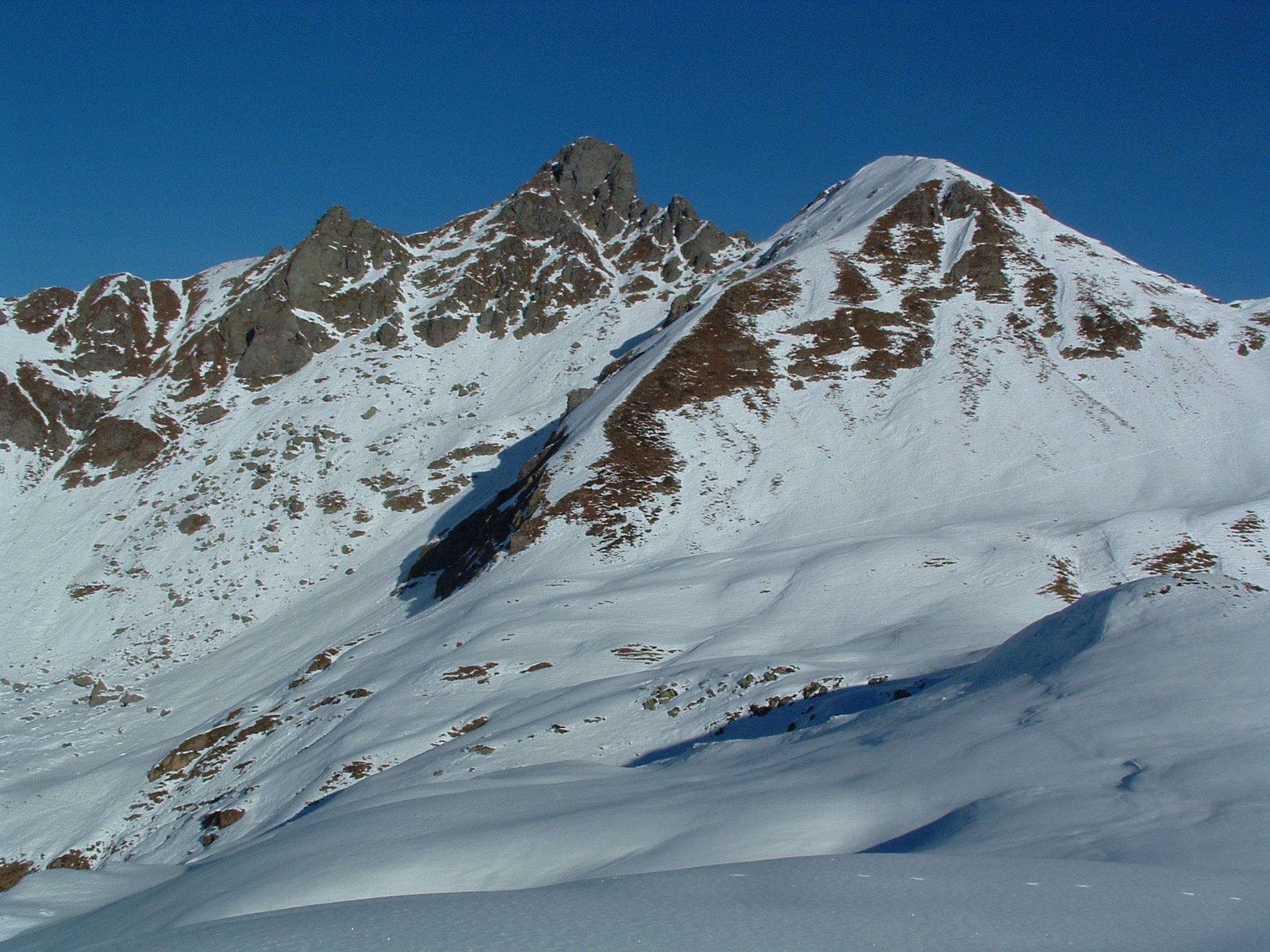
Il Monte Valletto visto dal monte Avaro

La via normale per raggiungere la vetta parte da Gerola Alta, in provincia di Sondrio.
Per raggiungerlo invece dal rifugio Cà San Marco, in provincia di Bergamo, si prende il sentiero 101 in direzione ovest e più avanti si prosegue in leggera salita fino a raggiungere il passo di Verrobbio a 2.022 metri di quota. Attraversato il passo si prosegue lungo il sentiero che attraversa la parte alta dell'avvallamento in direzione nord ovest fino al passo del Forcellino (2.050 m) e si scende al sottostante lago Pescegallo (1862 m). Qui si deve attraversare la diga e percorrere il lato nord del lago. Scendere verso la Casera Pescegallo lago (1.778 m) e passare ad est il dosso per proseguire in direzione sud, costeggiando il vallone ai piedi del monte Ponteranica. Arrivati al centro del vallone si sale in direzione sud-est fino al primo costone. Da qui si prosegue in direzione sud-est arrampicandosi verso la cresta e quindi in direzione sud-ovest fino alla bocchetta appena sotto la vetta, raggiungibile effettuando un'ultima ripida e breve arrampicata.
La via panoramica, marcata comunque dal sentiero 101 è ben accessibile dal sentiero 107 che sale dal territorio di Ornica di competenza, sia dall'abitato (più impegnativa) che dalla strada che sale ai piani dell'Avaro di Cusio, che, giunti al passo Salmurano si inerpica sullo spartiacque tra vecchie trincee e tagli a mezza costa per addentrarsi nell'alpeggio del monte Valletto, proseguendo poi verso passo San Marco oppure verso i piani dell'Avaro di Cusio.
Questo itinerario è stato percorso in inverno. La zona sottostante il monte Ponteranica è ad alto rischio valanghe.